# چرخه سی‌ان‌او

سی‌ان‌او (انگلیسی: CNO؛ کربن-نیتروژن-اکسیژن) یکی از دو واکنش هسته‌ای است که ستارگان با آن هیدروژن را به هلیم دگرگون می‌سازند. چرخه دیگر واکنش زنجیری پروتون_پروتون می‌باشد. در ستارگان، دوگونه واکنش که سبب دگرگونی هیدروژن به هلیوم و سرانجام آزاد شدن انرژی می‌شود، وجود دارد:
- پروتون-پروتون یا زنجیره پی-پی که در ستارگانی با جرم برابر یا کمتر از جرم خورشید نقش مهمی دارند.
- چرخه سی‌ان‌او در ابَرستارگان با اجرامی به مراتب بیشتر از خورشید از اهمیت ویژه‌ای برخوردار است.

چرخه واکنش‌های هسته‌ای سبب فرآوری انرژی در ستاره‌های رشته اصلی که جرمی بیش از ۱/۱ جرم خورشید دارند، می‌باشد. این چرخه برای اولین بار به‌طور مستقل از هم توسط هانس بت و کارل وون در سال ۱۹۳۸ توصیف شده‌است. در این چرخه همجوشی چهار عدد هسته هیدروژن یا پروتون وتولید یک هسته هلیوم وجود دارد که در دمای بیشتر از ۴ میلیون درجه رخ می‌دهد. این چرخه به دما بستگی دارد و در دمای بیش از ۲۰ میلیون درجه عامل اصلی تولید انرژی می‌باشد. جرم یک هسته هلیوم (۴٫۰۰۲۷ واحد جرم ا تمی) کمتر از وزن چهار هسته هیدروژن (۴٫۰۳۰۴ واحد جرم اتمی) است واین تفاوت جرم مطابق رابطه معروف اینشتین به انرژی به صورت تابش گاما تبدیل می‌شود و ذرات نوترینو و پوزیترون نیز تولید می‌شوند. حضور کربن به شکل کاتالیزور برای انجام واکنش لازم است. درابتدای چرخه کربن -۱۲ مصرف می‌شود؛ ولی بعد از چند واکنش دوباره تولید می‌شود.

ایزوتوپ‌های کربن، اکسیژن و نیتروژن از موادی هستند که در میانه‌های چرخه تولید و مصرف می‌شوند.

چرخه سی‌ان‌او، بر خلاف واکنش زنجیری پرتون-پروتون یک چرخه کاتالیزور می‌باشد.